# Cécile Rebboah
Cécile Rebboah, née le 1er mars 1975 dans le
14e arrondissement de Paris,
est une actrice française.
Elle est notamment connue pour ses rôles à la télévision : Audrey Salucci dans la série Avocats et Associés, Corinne dans Fais pas ci, fais pas ça et Nathalie dans Les Bracelets rouges.

## Filmographie

### Cinéma

#### Courts métrages
- 1997 : Allegro
- 2001 : Barbecue
- 2001 : Quotidien
- 2010 : Femme de personne : l'infirmière

#### Longs métrages
- 1998 : Terminale de Francis Girod : Jocelyne
- 2002 : La Maîtresse en maillot de bain de Lyèce Boukhitine : la copine d'Isabelle
- 2007 : La Maison de Manuel Poirier : Nathalie
- 2010 : Le Café du pont de Manuel Poirier : Claudia Perret
- 2011 : Louise Wimmer de Cyril Mennegun : Mademoiselle Rebihi, l'assistante sociale
- 2012 : Mince alors ! de Charlotte de Turckheim : la serveuse au restaurant
- 2013 : La Cage dorée de Ruben Alves : la clerc d'huissier
- 2013 : Prêt à tout de Nicolas Cuche : Sylvie
- 2014 : La Liste de mes envies de Didier Le Pêcheur : Mado
- 2015 : Arnaud fait son 2e film d'Arnaud Viard : la sœur d'Arnaud
- 2016 : Retour chez ma mère d'Éric Lavaine : Charlotte
- 2016 : C'est quoi cette famille ?! de Gabriel Julien-Laferrière : institutrice de Gulliver
- 2017 : Marvin ou la Belle Éducation d'Anne Fontaine : Madame Carolus
- 2018 : Guy d'Alex Lutz : la médecin de famille
- 2020 : Police d'Anne Fontaine : l'assistante sociale
- 2020 : Miss de Ruben Alves : Charlotte
- 2022 : L'École est à nous d'Alexandre Castagnetti : Magali

### Télévision
- 1998-2010 : Avocats et Associés de Valérie Guignabodet et Alain Krief : Audrey Salucci, la secrétaire
- 1998 : Madame la proviseur de Philippe Triboit : Sophie Desnouettes (épisodes La maîtresse auxiliaire et Les intouchables)
- 2000 : Julie Lescaut de Daniel Janneau : Maria (épisode Délit de justice)
- 2003 : Clémence de Pascal Chaumeil : Myriam Dorcières
- 2005 : Le Sang des fraises de Manuel Poirier : Violette
- 2005 : Le Temps meurtrier de Philippe Monnier : Simone Lossman
- 2007 : Fais pas ci, fais pas ça de Pascal Chaumeil : une mère au commissariat (épisode Les bonnes résolutions)
- 2008 : Flics de Nicolas Cuche : Sophie (épisodes Le jour des morts 1re partie et Engrenage)
- 2009 : Jusqu'à l'enfer de Denis Malleval : Patricia Mollier, la secrétaire du Procureur
- 2009 : La Tueuse de Rodolphe Tissot : la juge
- 2009 : Section de recherches d'Alexandre Pidoux : Barbara Masson (épisode Les Liens du sang)
- 2009-2017 : Fais pas ci, fais pas ça d'Anne Giafferi et Thierry Bizot : Corinne (saisons 2 à 9)
- 2010 : Monsieur Julien de Patrick Volson : Cindy
- 2010 : La Commanderie de Didier Le Pêcheur : Madame Perrin (épisode Trésor et tentations)
- 2011 : Tiger Lily, 4 femmes dans la vie de Benoît Cohen : l'infirmière (épisode San Francisco)
- 2012 : Des soucis et des hommes de Sylvie Coquart-Morel et Cristina Arellano : la directrice d'école
- 2012 : Trafics de Olivier Barma : Madame Mirbelle (épisode L'Affaire Dellugat)
- 2012 : Ainsi soient-ils de David Elkaïm, Bruno Nahon, Vincent Poymiro et Rodolphe Tissot : Émeline (saison 1)
- 2013 : La Source de Xavier Durringer : Véronique
- 2014 : La smala s'en mêle : Emma (épisodes Drôle d’héritage et Vos papiers, s'il vous plaît !)
- 2014-2015 : La Loi de Barbara de Céline et Martin Guyot : Camille
- 2015 : Presque parfaites de Gabriel Julien-Laferrière : Noémie
- 2015 : Tu es mon fils de Didier Le Pêcheur : adjudant Jeanne Chrétien
- 2016-2018 : Lebowitz contre Lebowitz de Laurent Burtin, Nathalie Suhard et Jacques Bastier : Nadia Benesch
- 2016 : Duel au soleil  de Didier Le Pêcheur : Sandra Taddeï (épisode Le Pénitent)
- 2016 : Après moi le bonheur de Nicolas Cuche : Claire
- 2016 : Coup de foudre à Jaipur d'Arnauld Mercadier : Betty Delorme, la sœur de la mariée
- 2017 : Le Tueur du lac de Bruno Dega et Jeanne Le Guillou : Cécile
- 2017-2020 : Les Bracelets rouges de Nicolas Cuche : Nathalie (saisons 1 à 3)
- 2018 : Speakerine de Laurent Tuel : Agnès
- 2018 : Candice Renoir : Nadège Bordier (saison 6, épisode 5 : Le chien est le meilleur ami de l'homme)
- 2018 : Les Chamois de Philippe Lefebvre : Sabine
- 2019 : Cherif : Sylviane Royer (saison 6, épisode 12)
- 2019 : Itinéraire d'une maman braqueuse d'Alexandre Castagnetti : Laura
- 2020 : Peur sur le lac de Jérôme Cornuau : Cécile Boras
- 2020 : L'Art du crime : Isabelle Arnaud (saison 4, épisode 1 : Le testament de Van Gogh)
- 2020 : Fais pas ci, fais pas ça : Y aura-t-il Noël à Noël ? de Michel Leclerc : Corinne
- 2021 : L'École de la vie d'Elsa Bennett et Hippolyte Dard : Aline Fourge
- 2021 : Plan B de Christophe Campos : Catherine
- 2021-2024 : Les Invisibles de Chris Briant et Axelle Laffont : Angie Pélissier, la médecin légiste
- 2022  : Sam : Morgane, la mère d’Emilie et Léa (saison 6, épisode 5 : Émilie)
- 2022 : Marianne d'Alexandre Charlot, Franck Magnier et Myriam Vinocour (saison 1, épisode 3 : Entre chiens, chats et loups)
- 2022 : Addict de Didier Le Pêcheur : Fabienne
- 2023 : O.P.J. de Marine Hervé et Florian Thomas : Lison (saison 5, épisodes Double dame 1 et 2)
- 2024 : Inès et Yvan, l’amour sur un fil d'Alexandre Castagnetti : Sofia
- 2024 : La Fulgurée de Didier Bivel : Irène Guyon
- 2024 : Fais pas ci, fais pas ça : On va marcher sur la Lune d'Alexandre Castagnetti : Corinne
- 2025 : Haute saison de Clément Michel : Commissaire Echeberria
- 2025 : La Disparue de Compostelle de Floriane Crépin : Christine Vivian
- 2025 : Vidal de Bénédicte Delmas : Ludivine Lepage

## Théâtre
- 2002 : Zen de Samuel Jouy et Cécile Rebboah, Festival d'Avignon off
- 2007 : Le jardin de Brigitte Buc, mise en scène Jean Bouchaud, Théâtre des Mathurins
- 2014 : La perle rare de Julie Duchatel, Théâtre Le Nombril du monde (Lyon)
- 2022 : Le Comble de la vanité de Valérie Fayolle, mise en scène Ludivine de Chastenet, La Pépinière-Théâtre

## Distinctions
- Festival de la fiction TV de Saint-Tropez 2006 : Meilleure interprétation féminine pour Le Sang des fraises[1]
- Festival de la fiction TV de La Rochelle 2019 : Meilleure interprétation féminine pour Itinéraire d'une maman braqueuse[2]